# 微絨毛
微絨毛（びじゅうもう、英: Microvillus）とは、細胞の表面や細胞の間隙にある微細な突起である。長さは0.2から数µm程度。
小腸では柔毛・微絨毛ともに栄養吸収を助けるために小腸の表面積を増やす仕組みであり、これらによって小腸の表面積は約600倍にも拡大される。